# Jill Stuart
Jill Stuart (New York, 5 gennaio 1965) è una stilista statunitense.

## Biografia
Jill Stuart vende la sua prima collezione a Bloomingdale's quando ha ancora quindici anni e frequenta la Manhattan's Dalton School. In seguito frequenterà la Rhode Island School of Design. Produce la sua prima collezione nel 1993 lanciando sul mercato prodotti innovativi come lo zaino moda, il miniabito da cocktail o le gonne kilt. Nel film Ragazze a Beverly Hills vengono mostrati molti pezzi della sua prima collezione di abbigliamento sportivo, portando alla stilista una grande notorietà internazionale.